# پوشش ریسک (امور مالی)

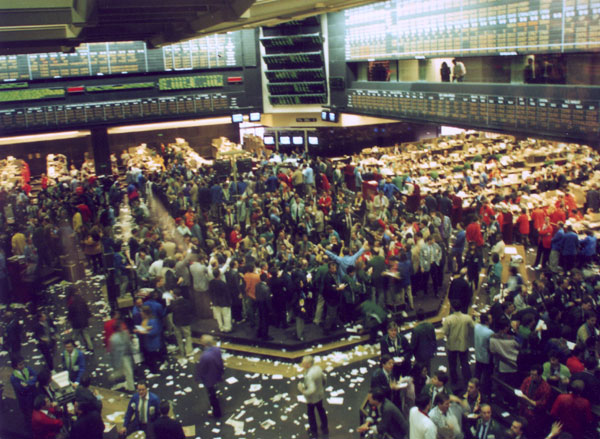
هیئت تجاری شیکاگو، مزرعه ذرت، ۱۹۹۳

پوشش ریسک یا حصار (به انگلیسی: Hedge) به گونه‌ای از سرمایه‌گذاری اطلاق می‌شود، که باعث کاهش ریسک سود و زیان پرتفوی سرمایه‌گذاری می‌شود. در شرایط عادی، پوشش ریسک می‌تواند از ابزارهای مالی گوناگونی مانند برگه سهام، پیمان‌های آتی، قراردادهای سوآپ و اختیار معامله، همچنین گونه‌های مختلف از ابزارهای مشتقه، قراردادهای آتی و معاملات فرابورس تشکیل شود.
در شرایط حرفه‌ای، استراتژی پوشش ریسک، شامل یک سرمایه‌گذاری ثانویه می‌باشد که قیمت آن، همواره در جهت عکس سرمایه‌گذاری اولیه حرکت می‌کند. برای مثال سرمایه‌گذار می‌تواند، با تنظیم قرارداد آتی، سهام خود را به قیمتی مشخص در آینده به فروش رساند. در این صورت نوسانات بازار، تأثیری بر قیمت سهام خریداری شده، نخواهد داشت و سرمایه‌گذار این سهام را در زمان آتی، با قیمتی مشخص، به فروش خواهد رساند. گرچه پوشش ریسک، تنها محدود به فروش در قیمتی مشخص، از طریق قرارداد آتی نیست.
سرمایه‌گذار همچنان می‌تواند با ورود به دو بازار، که افت و خیز قیمت‌ها در بازارهای مورد نظر، اغلب در جهت عکس یکدیگر حرکت می‌کنند، ریسک سرمایه‌گذاری خود را کاهش دهد. برای مثال سرمایه‌گذار می‌تواند از یک سو با خرید ارز، (برای نمونه؛ دلار آمریکا) در بازار فارکس و از سوی دیگر، خریداری فلزات گران‌بها، (برای نمونه؛ طلا) ریسک سرمایه‌گذاری خود را کاهش دهد چراکه به‌طور تاریخی، همواره قیمت دلار آمریکا و طلا، در جهت عکس یکدیگر حرکت کرده‌اند.